# سیارک ۲۵۸۷۷
سیارک ۲۵۸۷۷ (به انگلیسی: 25877 Katherinexue، نامگذاری:2000QN41)۲۵۸۷۷مین سیارک کشف شده‌است که در ۲۴ اوت ۲۰۰۰ کشف شد.